# Pic de Causes
El Pic de Causes, o simplement Causes, és un cim de 2.330 metres d'altitud que és el punt culminant del massís delimitat per la vall del riu de Noarre a l'est i la vall del riu de Tavascan a l'oest. El pic pertany al terme municipal de Lladorre, a la comarca del Pallars Sobirà, i està situat dintre del Parc Natural de l’Alt Pirineu.